# Farväl Falkenberg
Farväl Falkenberg är en svensk dramafilm från 2006 i regi av Jesper Ganslandt.

## Om filmen
Filmen hade svensk premiär den 22 september 2006. Den visades i sektionen Venice Days under Venedigs filmfestival den 31 augusti–9 september 2006. Filmen hade smygpremiär på Lilla filmfestivalen i Båstad i början av augusti. Den blev även inbjuden till Toronto International Film Festival 2006. Filmen vann Juryns stora pris och publikens favorit vid Umeå filmfestival. Den 1 oktober fick filmen priset för bästa film vid den internationella filmfestivalen i Aten.

## Rollista i urval
- Holger Eriksson
- John Axel Eriksson
- Jörgen Svensson
- David Johnson
- Jesper Ganslandt